# Amatriciana
L'amatriciana (matriciana in romanesco) è un piatto tipico della tradizione gastronomica di Amatrice, cittadina in provincia di Rieti, nella regione Lazio.
Dal 6 marzo 2020 è ufficialmente riconosciuta come Specialità tradizionale garantita dell'Unione europea.

## Storia

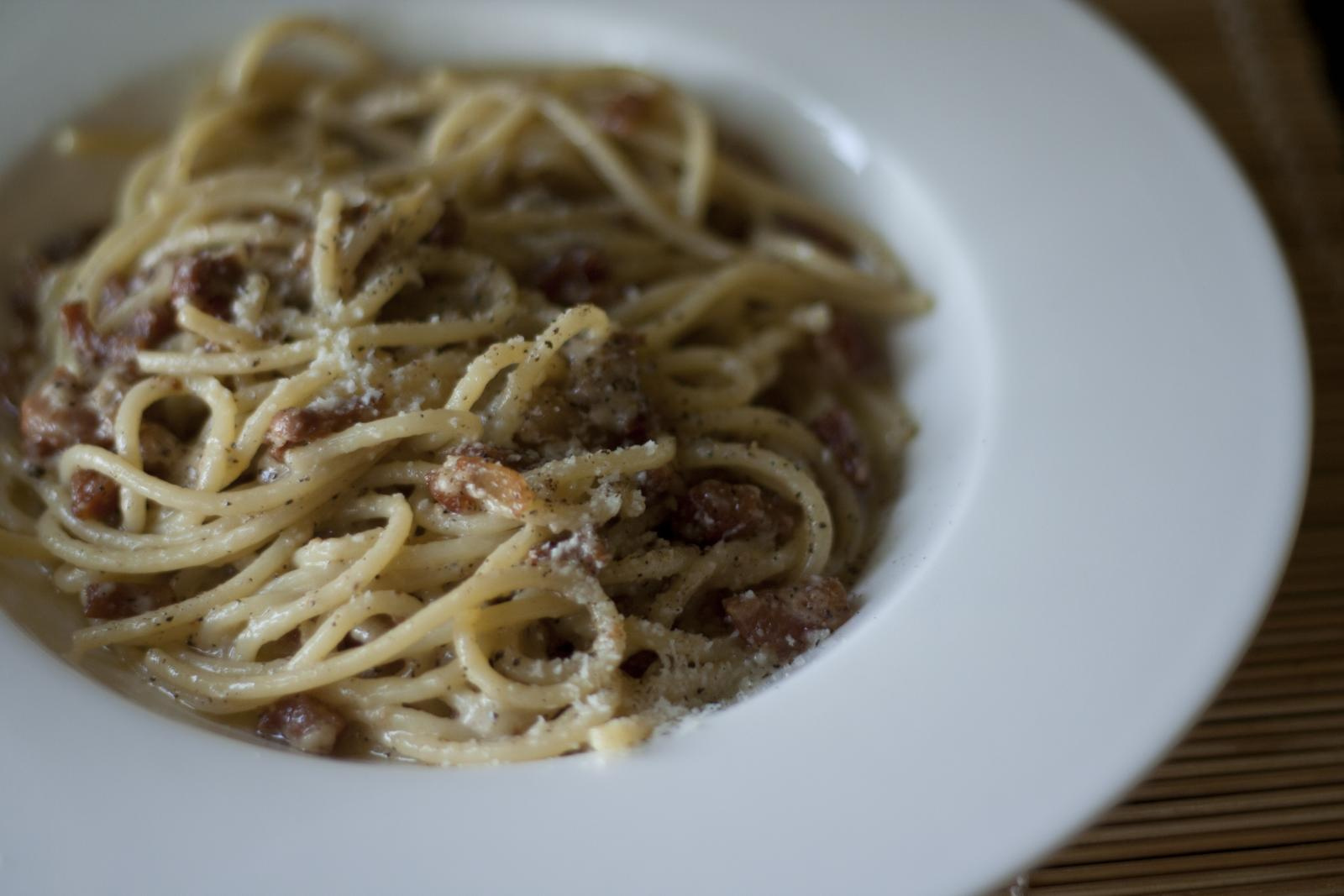
La gricia o amatriciana bianca

L'amatriciana, inserita nell’elenco dei Prodotti agroalimentari tradizionali laziali, è considerata una specialità della cucina laziale in quanto la cittadina di Amatrice, luogo di origine della ricetta, passò dall'Abruzzo al Lazio nel 1927 ed è legata alla storia dell'Abruzzo nella sua versione iniziale, bianca, chiamata gricia. Il disciplinare di produzione ne attribuisce l'arrivo nel Lazio assieme ai pastori che vi si spostavano durante la transumanza. Secondo alcuni, il nome deriverebbe da gricio, nome con il quale era chiamato nella Roma dell'Ottocento il venditore di pane e altri generi commestibili; un gruppo di questi, provenienti dal cantone svizzero dei Grigioni, avrebbe dato origine al termine. Secondo un'altra ipotesi, questo nome deriverebbe da un paese a pochi chilometri da Amatrice, frazione del comune di Accumoli, chiamato Grisciano. La gricia divenne nota come l'amatriciana senza il pomodoro, anche se differisce per alcuni ingredienti.
I napoletani, tra i primi in Europa a riconoscere i grandi pregi organolettici del pomodoro, nel secondo Settecento iniziarono a coltivare la cultivar a bacca lunga nei dintorni del Vesuvio, distribuendolo ai territori del regno borbonico, compresi quelli amatriciani, che ricadevano nella giurisdizione napoletana e che a loro volta distribuivano i loro prodotti alle altre province settentrionali del Regno di Napoli. Nella pubblicazione La “Statistica” del Regno di Napoli del 1811, fatta stilare da re Gioacchino Murat, si evidenziava la presenza di una rilevante «industria nel Cicolano, in Amatrice e in qualche altro punto della provincia» per la lavorazione e l’esportazione «nelle vicine province, ed in Napoli ancora» di prodotti suini la cui bontà dipendeva «più che altro dalla qualità delle carni e dalla purezza dell’aere.» Il censimento faceva esplicito riferimento alla lavorazione e alla stagionatura del guanciale, parte integrante dell’alimentazione dei pastori dei Monti della Laga e ingrediente basilare della gricia nella pasta alla gricia. Gli amatriciani, dopo aver apprezzato il pomodoro lungo di Napoli, lo aggiunsero alla gricia, trasformando l'intingolo per il pane in salsa per gli spaghetti.
L'usanza si diffuse nelle campagne dello Stato Pontificio grazie ai pastori abruzzesi con gli spostamenti stagionali della transumanza e poi dagli amatriciani stabilitisi a Roma nel secondo Ottocento per vendere i prodotti della loro terra colpita dalla crisi della pastorizia. La cittadina di Amatrice, con l'unità nazionale del 1861, era divenuta automaticamente parte della regione degli Abruzzi del Regno d'Italia, per poi essere annessa al Lazio nel 1927, in occasione della creazione della provincia di Rieti.
A Roma, molti osti e i trattori della città erano originari di Amatrice, così che il termine matriciano venne a significare "gestore di locanda con cucina." L'amatriciana divenne popolare a Roma, dove agli spaghetti furono preferiti i bucatini, divenendo un classico della cucina romana, anche se nata altrove. Questo avvenne a causa degli stretti contatti, a quel tempo già pluricentenari, tra Roma e Amatrice. Col tempo, perdendo la memoria storica delle transumanze dei pastori abruzzesi di Amatrice, l'amatriciana è andata consolidandosi come specialità della cucina romana.
La prima testimonianza scritta dell'uso della salsa di pomodoro per condire la pasta si trova nel manuale di cucina L'Apicio Moderno, scritto nel 1790 dal cuoco romano Francesco Leonardi, che in precedenza aveva lavorato a Napoli per il Principe di Francavilla.
Il comune di Amatrice nel 2015 ha formalizzato le ricette, sia della versione bianca, sia della versione rossa, in un disciplinare di produzione De.Co. che, con il supporto della Regione Lazio, ha iniziato il percorso volto a ottenere il riconoscimento europeo STG, per un'ulteriore tutela della ricetta. La domanda di registrazione del disciplinare di produzione dell'amatriciana tradizionale STG è stata pubblicata sulla Gazzetta ufficiale dell’Unione europea nel novembre 2019 e il marchio STG è stato attribuito a questa versione con pubblicazione nella Gazzetta ufficiale dell'Unione europea del regolamento 2020/395 nel marzo 2020.

## Ingredienti
Nella ricetta definita amatriciana tradizionale STG, il sugo è composto da guanciale di Amatrice soffritto e sfumato con vino bianco secco, pomodoro San Marzano o, in alternativa, pomodoro pelato, formaggio pecorino di Amatrice proveniente dai Monti Sibillini o dai Monti della Laga, peperoncino fresco o essiccato, sale e pepe. In base a questa ricetta il formato di pasta da usare sono gli spaghetti. Non sono previsti né aglio né cipolla, né tantomeno l'uso della pancetta al posto del guanciale.
La ricetta ha diverse varianti, dipendenti anche dalla disponibilità di alcuni ingredienti. Generalmente è previsto l'uso del guanciale mentre il pomodoro non è riportato nel manuale di Gosetti. La cipolla non è usata ad Amatrice, ma è riportata nei manuali classici della cucina romana. e anche nella cucina ciociara dove la cipolla e l'aglio sono largamente usati. Sebbene nelle ricette più vecchie non venga indicato alcun grasso di cottura ulteriore al grasso del guanciale, di solito viene usato anche l'olio extravergine d'oliva. L'uso dello strutto è comunque attestato. Oltre alla cipolla, nei territori romani è fatto uso anche dell'aglio soffritto prima di aggiungere il guanciale, mentre come formaggio si usa più spesso il pecorino romano al posto di quello amatriciano. È attestato anche l'uso di pepe nero al posto del peperoncino. Oltre ai bucatini si usano anche altri formati di pasta come rigatoni o tonnarelli.

### Varianti
Amatriciana kosher
L'amatriciana, adattata alle regole del Casherut, è presente nella cucina giudaico-romanesca. Nella preparazione non si usano il pecorino o altri tipi di formaggi, si utilizza olio d'oliva al posto dello strutto e la carne secca di manzo sostituisce il guanciale di maiale.

## Influenza culturale
- Il Museo delle arti e tradizioni popolari di Configno, frazione del comune di Amatrice, ha una sezione dedicata alle origini degli spaghetti all'amatriciana, con macchine originali per la fabbricazione della pasta, utensili, pentolame e antichi arnesi per cucinare la pietanza dell'amatriciana.[27]
- Aldo Fabrizi nel film Cameriera bella presenza offresi..., come risulta da un dialogo che qui ha con Elsa Merlini, espone la sua idea della ricetta: «guanciale (no pancetta), nel soffritto non ci va niente, né aglio né cipolla. Nel sugo ci va il peperoncino.»
- Agli Ingredienti degli spaghetti all'amatriciana e città di Amatrice il 29 agosto 2008 è stato dedicato un francobollo, policromo e dentellato, emesso dalla Repubblica italiana, del valore di 0,60 euro.[28]
- Amatrice si fregia sui cartelli stradali all'ingresso della città del titolo di Città degli spaghetti all'amatriciana.[29]